# 基布利奇河 (索布河支流)

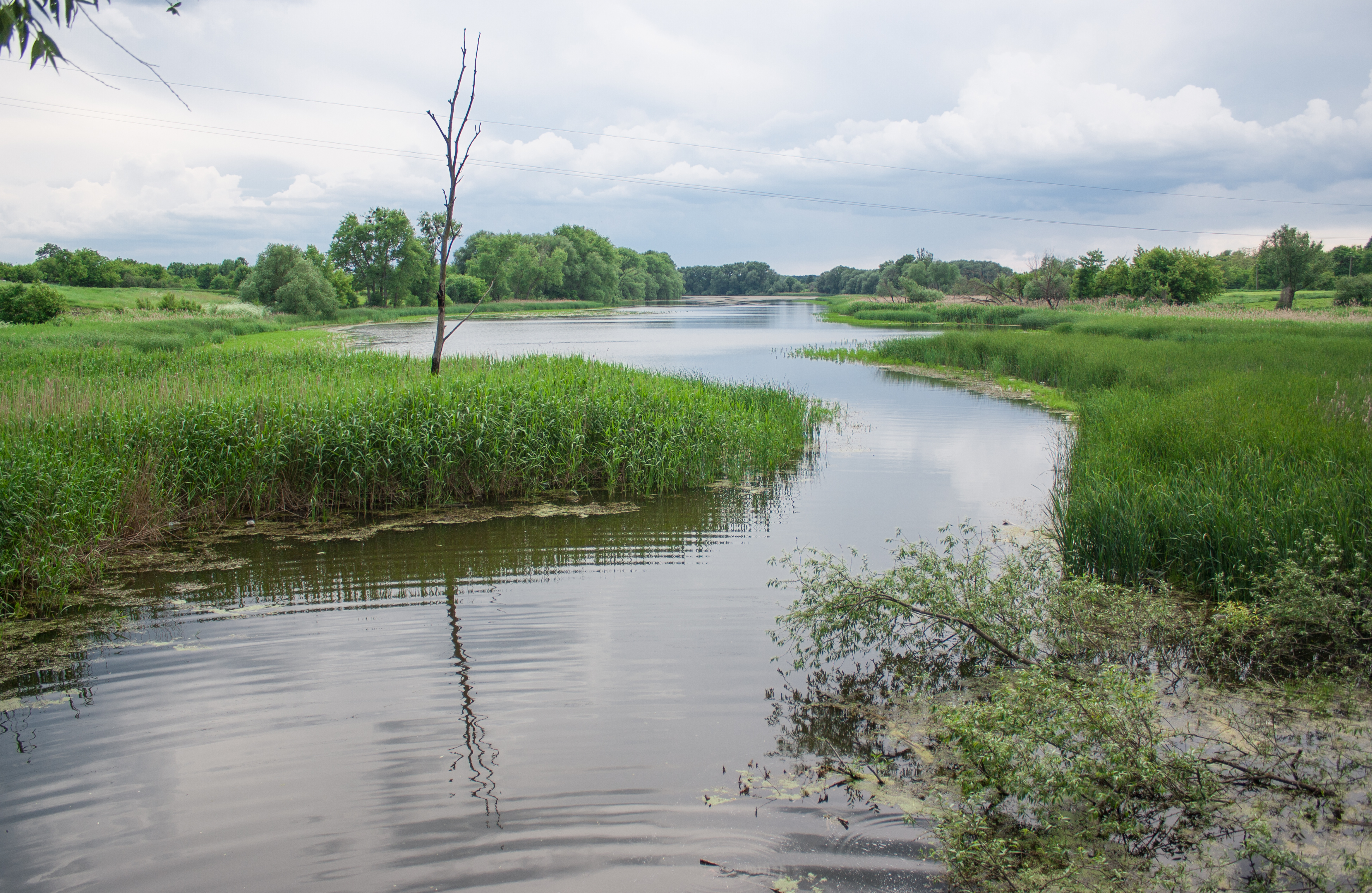

基布利奇河（烏克蘭語：Кіблич），是烏克蘭的河流，位於該國中部，流經切爾卡瑟州和文尼察州，屬於索布河的左支流，河道全長60公里，流域面積442平方公里。